# USNS
USNS（United States Naval Ship）は、アメリカ海軍海上輸送司令部に所属する高速戦闘支援艦、病院船、事前集積船などの補助艦艇に付けられる接頭辞。これらの艦船は現役ではあるが就役しておらず、海軍に雇われた民間人によって運用されている。これに対して現役のアメリカ海軍軍艦に対してはUSS (United States Ship) が付与される。